# متیو بیرد
متیو بیرد (انگلیسی: Matthew Beard؛ زادهٔ ۲۵ مارس ۱۹۸۹) بازیگر اهل بریتانیا است.
از فیلم‌ها یا برنامه‌های تلویزیونی که وی در آن نقش داشته است، می‌توان به خون وین، درس‌آموزی، اتاق گفتگو، نگاه عشق، هزارتو، محاکمه و مجازات، باشگاه شورش، الیزابت هاروست و بازی تقلید اشاره کرد.